# تیفانی تانگ
تانگ یان (چینی: 唐嫣; پین‌یین: Táng Yān؛ زادهٔ ۶ دسامبر ۱۹۸۳)، همچنین با نام تیفانی تانگ نیز شناخته می‌شود (انگلیسی: Tiffany Tang)، بازیگر و خواننده اهل چین است. او از آکادمی مرکزی تئاتر در سال ۲۰۰۶ فارغ‌التحصیل شده‌است. در سال ۲۰۰۷، او نامزد جایزه بهترین بازیگر نقش اول زن در جشنواره تلویزیونی شانگهای برای نخستین فیلم خود به نام خداحافظی برای عشق شد. او در اواسط سال ۲۰۱۲ کمپانی ارِنج اسکای انترتینمنت گروپ را ترک کرد و کمپانی خود را راه‌اندازی کرد.

## زندگی شخصی
تیفانی تانگ و بازیگر لو جین، رابطهٔ خود را در ۶ دسامبر ۲۰۱۶، در تولد ۳۳ سالگی تیفانی آشکار کردند. آنها در ۲۸ اکتبر ۲۰۱۸ در وین، اتریش ازدواج کردند.